# Kabugao

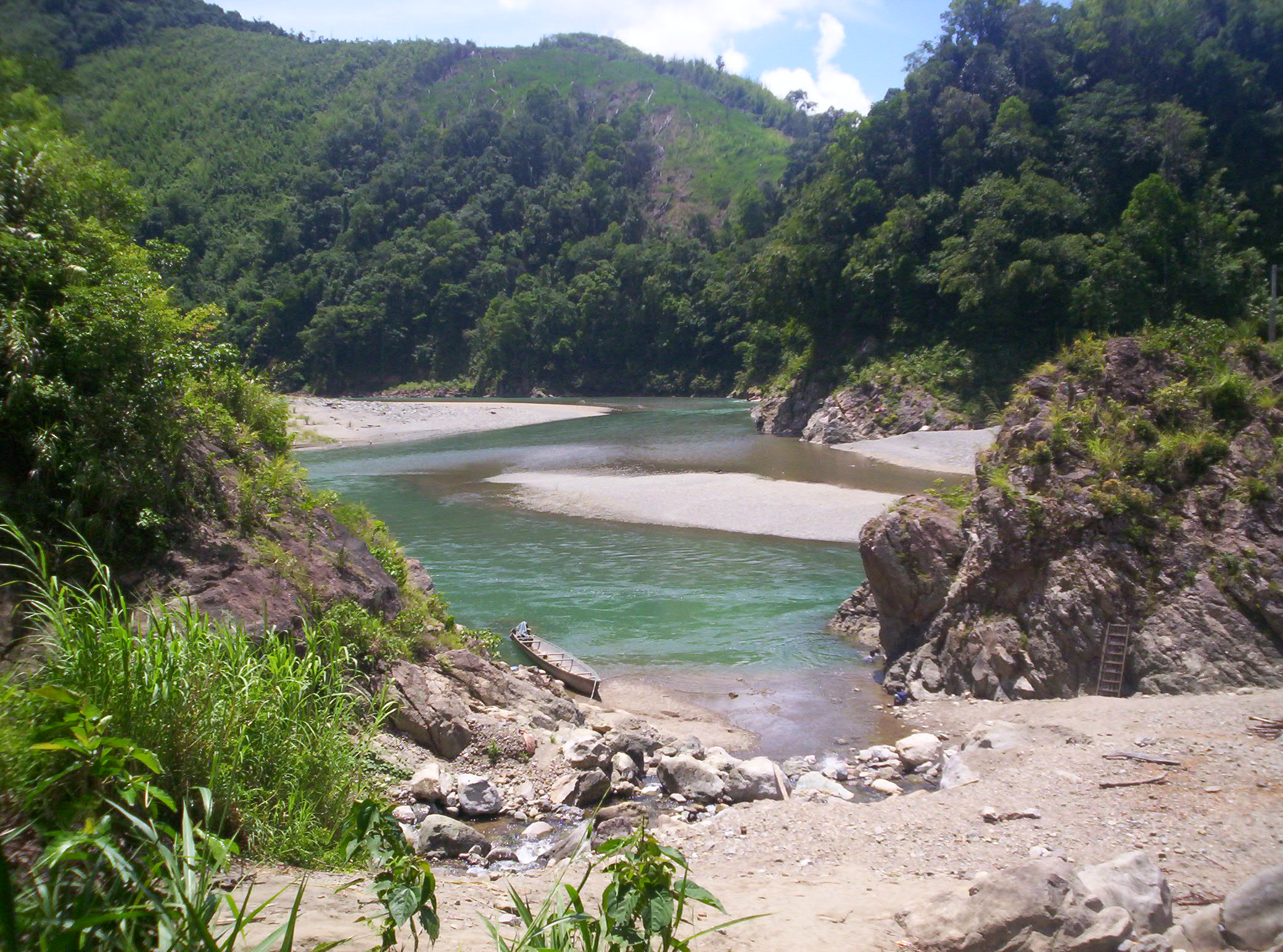
Fluss, der durch das Baranggay Digabat fließt

Kabugao ist eine philippinische Stadtgemeinde in der Provinz Apayao. Sie hat 15.537 Einwohner (Zensus 1. August 2015). Kabugao ist Sitz der Provinzregierung der Provinz Apayao. Die Gemeinde liegt im Wassereinzugsgebiet des Flusses Abulug.

## Baranggays
Kabugao ist politisch unterteilt in 21 Baranggays.
| - Badduat - Baliwanan - Bulu - Dagara - Dibagat - Cabetayan - Karagawan - Kumao - Laco - Lenneng (Liyyeng) - Lucab | - Luttuacan - Madatag - Madduang - Magabta - Maragat - Musimut - Nagbabalayan - Poblacion - Tuyangan - Waga |